# Saint-Raphaël (tổng)
Tổng Saint-Raphaël là một tổng thuộc tỉnh Var trong vùng Provence-Alpes-Côte d'Azur.

## Địa lý
Tổng này được tổ chức xung quanh Saint-Raphaël trong quận Draguignan. Cao độ vùng này từ 0 m (Saint-Raphaël) đến 560 m (Saint-Raphaël) với độ cao trung bình 10 m.

## Các xã
Tổng Saint-Raphaël gồm 1 xã với dân số 30 671 người (điều tra dân số năm 1999, dân số không tính trùng).
| Xã            | Dân số | Mã bưu chính | Mã insee |
| ------------- | ------ | ------------ | -------- |
| Saint-Raphaël | 30 671 | 83700        | 83118    |

## Thông tin nhân khẩu
| 1962                                                     | 1968   | 1975   | 1982   | 1990   | 1999   |
| -------------------------------------------------------- | ------ | ------ | ------ | ------ | ------ |
| 13 425                                                   | 17 844 | 21 080 | 24 118 | 26 616 | 30 671 |
| Nombre retenu à partir de 1962 : dân số không tính trùng |        |        |        |        |        |